# Сочник
Со́чник, іноді со́чень — випічка у вигляді складеного навпіл коржика з напіввідкритою або закритою начинкою. Розрізняють сочники солодкі з пісочного тіста (наприклад, з творожною начинкою), і сочники з дріжджового та інших видів тіста з рибним фаршем, тертим сиром та іншими начинками.
Річард Джемс у XVII сторіччі залишив такий опис сочні (sotchne): «так називають тонко випечені млинці, приготовані з яєць, пшеничного борошна і олії, вони печуться тонко-тонко на кшталт наших бісквітів або скоріше хрустів (хрустких млинців)».

## Етимологія назви
Назва виробу походить від слова сік, оскільки спочатку сочень являв собою прісний коржик, змащений густим соком (олією) з насіння коноплі, або коржик з тіста на соку. Готували такі коржі (а також сочиво) тільки на різдвяний Святвечір.
У псковських говірках зазначається, що сочні дбали в поминальні дні. У деяких інших говірках (наприклад, в амурських), сочні називаються коржами (лепёшками).